# Zeno Debast
Zeno Koen Debast (Halle, Bélgica, 24 de octubre de 2003) es un futbolista belga que juega de defensa en el Sporting C. P. de la Primeira Liga.

## Trayectoria
Es canterano del R. S. C. Anderlecht, con el que firmó su primer contrato en octubre de 2019. Debutó como profesional el 2 de mayo de 2021 en un empate 2-2 en la Primera División de Bélgica contra el Club Brujas.
El 4 de julio de 2024 se hizo oficial su fichaje por el Sporting C. P. hasta 2029.

## Selección nacional
En septiembre de 2022 recibió su primera convocatoria con la selección absoluta de Bélgica para los partidos de la Liga de Naciones de la UEFA contra Gales y los Países Bajos. Debutó el día 22 saliendo de titular en el triunfo ante los británicos.

### Participaciones en Eurocopas
| Copa          | Sede     | Resultado        | Partidos | Goles |
| ------------- | -------- | ---------------- | -------- | ----- |
| Eurocopa 2024 | Alemania | Octavos de final | 2        | 0     |

## Estadísticas

### Clubes
Actualizado al último partido disputado el 5 de diciembre de 2024.
| Club                          | Div.          | Temporada     | Liga  | Liga  | Copas nacionales | Copas nacionales | Copas internacionales | Copas internacionales | Total | Total |
| Club                          | Div.          | Temporada     | Part. | Goles | Part.            | Goles            | Part.                 | Goles                 | Part. | Goles |
| ----------------------------- | ------------- | ------------- | ----- | ----- | ---------------- | ---------------- | --------------------- | --------------------- | ----- | ----- |
| R. S. C. Anderlecht · Bélgica | 1.ª           | 2020-21       | 2     | 0     | 0                | 0                | —                     | —                     | 2     | 0     |
| R. S. C. Anderlecht · Bélgica | 1.ª           | 2021-22       | 5     | 0     | 0                | 0                | —                     | —                     | 5     | 0     |
| R. S. C. Anderlecht · Bélgica | 1.ª           | 2022-23       | 34    | 0     | 2                | 0                | 13                    | 0                     | 49    | 0     |
| R. S. C. Anderlecht · Bélgica | 1.ª           | 2023-24       | 37    | 0     | 3                | 0                | —                     | —                     | 40    | 0     |
| R. S. C. Anderlecht · Bélgica | Total club    | Total club    | 78    | 0     | 5                | 0                | 13                    | 0                     | 96    | 0     |
| Sporting C. P. Portugal       | 1.ª           | 2024-25       | 12    | 0     | 3                | 0                | 4                     | 1                     | 19    | 1     |
| Sporting C. P. Portugal       | Total club    | Total club    | 12    | 0     | 3                | 0                | 4                     | 1                     | 19    | 1     |
| Total carrera                 | Total carrera | Total carrera | 90    | 0     | 8                | 0                | 17                    | 1                     | 115   | 1     |

## Palmarés

### Títulos nacionales
| Título           | Club           | País     | Año  |
| ---------------- | -------------- | -------- | ---- |
| Primeira Liga    | Sporting C. P. | Portugal | 2025 |
| Copa de Portugal | Sporting C. P. | Portugal | 2025 |